# Martin Marinčin
Martin Marinčin, född 18 februari 1992, är en slovakisk professionell ishockeyspelare som spelar för Toronto Maple Leafs i NHL. Han har tidigare spelat för Edmonton Oilers.
Marinčin draftades i andra rundan i 2010 års draft av Edmonton Oilers som 46:e spelare totalt.